# Kalendarium Komaszyc
Komaszyce – w roku 1401 pisany Camuszicze, 1408 Comaszicze 6 km na SE od Opola Lubelskiego nad rzeką Chodelką; ok. 77 km na NE od klasztoru, 21 km na SE od → Braciejowic. Dziś Stare Komaszyce i Nowe Komaszyce.
Wieś historycznie położona w powiecie urzędowskim, następnie lubelskim, parafii  Kłodnica Kościelna, od 1541 r. Chodel.

## Opis granic
- 1462 znana jest droga z Komaszyc do Bobów[4].
- 1494 Jan pleban z Kłodnicy odstępuje klasztorowi świętokrzyskiemu dziesięciny z ról kmiecych w Komaszycach między innymi zwane "Czyrsl" w zamian za dziesięciny z ról folwarku Chyb, Kąty i Paszkowskie circa Korab[5][a].
- 1515 granica z Kłodnica Kościelną: rzeka Chodel[6]>

## Kalendarium własności
Własność szlachecka, od 1582 r. kolegium Jezuitów w Lublinie.
- 1401–20 w działach występuje część Dobka z Pankracowic[7][8].
- 1418 w działach występ[uje część Maciejowskich z  Kłodnicy Kościelnej
- 1434 znany był Jasiek z Komaszyc[9].
- 1455 Jan Maciejowski zastawia Komaszyce Małgorzacie córce Dziersława z Gutanowa za 60 grzywien[10].
- 1470–80 dziedzicem Mikołaj Maciejowski herbu Ciołek. We wsi folwark, zagrodników nie ma. Było 6 łanów kmiecych i karczma bez roli (Jan Długosz L.B. II 253).
- 1512 Kasper Maciejowski odstępuje bratu Bernardowi Komaszyce[11].
- 1515 Stanisław Tarło ze Szczekarzowic dobra Komaszyce i Mścisław trzymane w zastawie od Kaspra Maciejowskiego odstępuje Bernardowi Maciejowskiemu[12]
- 1533 pobór z 3 łanów[13] .

## Powinności dziesięcinne
Dziesięcina należy do klasztoru świętokrzyskiego i plebana Kłodnicy Kościelnej, a następnie Chodla.
- 1375 dziesięcina należy do klasztoru świętokrzyskiego[14].
- 1470–80 z 6 łanów kmiecych dziesięcinę snopowa i konopną wartości do 8 grzywien dowożą klasztorowi świętokrzyskiemu, folwarku brak (Jan Długosz L.B. III 253).

Z łanów kmiecych dziesięcina snopową dowożą klasztorowi, z folwarku dziesięcina snopowa należy do plebana Kłodnicy Kościelnej (Jan Długosz L.B. II 546)
- 1492 z 6 łanów kmiecych dziesięcina należy do klasztoru świętokrzyskiego, z pozostałych, wykarczowanych w ciągu ostatnich 40 lat, do biskupa krakowskiego[15].
- 1494 Stanisław z Wojczyc kanonik i oficjał sandomierski zaświadcza, że Jan pleban Kłodnicy Kościelnej w zamian za dziesięcina z ról folwarcznych Chyb, Kąty i „Paszkowskie circa Korab” odstąpił od roszczeń do dziesięcina snopowych i konopnych ze starych ról kmiecych w Komaszycach, między innymi zwane „Czyrsl”, które pobierać ma klasztor świętokrzyski[16].
- 1529 dziesięcina snopowa wartości 2 grzywny należy do stołu konwentu świętokrzyskiego, z pewnych ról folwarcznych w Komaszyc i  Godowie wartości 1 grzywna 12 groszy dziesięcina snopową pobiera pleban Kłodnicy Kościelnej[17].
- 1528 do 1689 pobór taki jak Kłodnicy Kościelnej.

## Studenci Uniwersytetu Krakowskiego
- 1430 Wojciech s. Macieja; 1487 Andrzej s. Piotra (Ind).

## Badania archeologiczne
Prowadzone na terenie wsi badania archeologiczne pozwoliły odkryć kurhan wczesnośredniowieczny.
Archeologiczne Zdjęcie Polski potwierdzają ślady kultury  materialnej z VIII-XIII w..